# Peña Ulaña

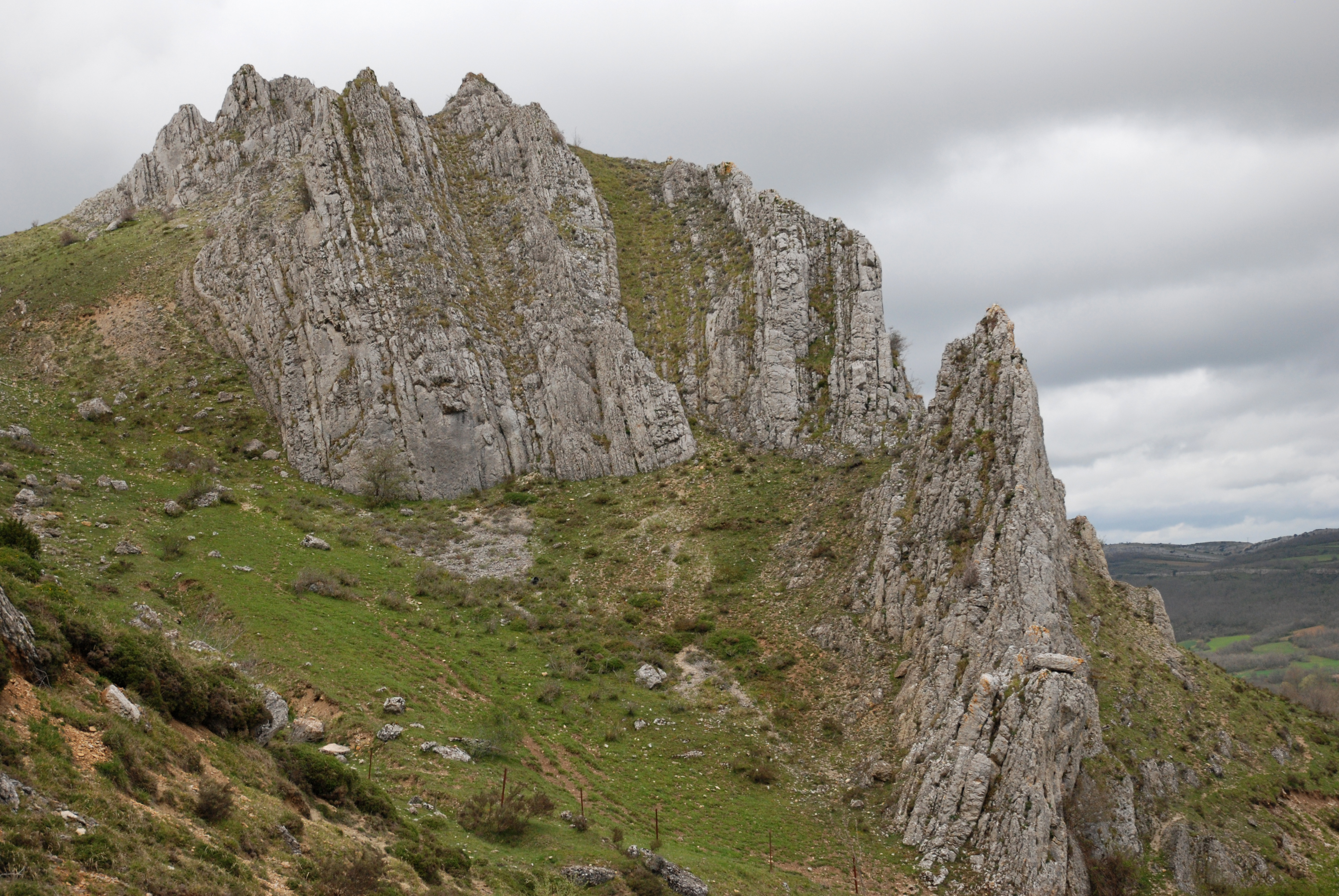
Peña Ulaña

Peña Ulaña es un macizo situado al lado de Peña Amaya, en el sur de la cordillera Cantábrica. 
La altitud mínima de la llanura del macizo es de 1140 metros, con un desnivel de casi 200 m sobre la planicie mesetaria.

## Descripción
Peña Ulaña es una amplia plataforma caliza de superficie aplanada. Su longitud es de 5 km en dirección NW-SE. Es de una anchura variable, que va desde 150 m a casi 1000 en su parte más ancha en la dirección N-S, prácticamente aislada de los relieves circundantes. La máxima altitud se alcanza en el extremo oriental, y recibe el nombre de Picacho Volantín (1226 m). En la esquina occidental, se alcanza la altitud de 1177 m en la punta de Royo Cinto. Se eleva sobre los valles de suerte que permite divisar un amplio espacio en torno a ella. De Peña Amaya la separan unos 4 km.
Todas las rocas que forman la estructura pertenecen al Cretácico Superior. Crestas de calizas santonienses rematan la planicie del macizo, que se puede rodear por un ancho pasillo ortoclinal labrado en las margas coniacenses, una especie de gigantesco rellano colgado.
Un espeso e impenetrable bosque de encina degradada cubre las áreas más empinadas de las laderas y sirve de refugio a un buen número de corzos y de jabalíes. Está cubierta de pinos de repoblación. Es una plataforma emblemática.
Esta peña, por su extensión y altura, es reconocida con facilidad, pues sobresale por encima de la típica meseta castellana que la limita con claridad, pues el relieve a su alrededor es una paramera donde predomina la roca caliza, límite de la cordillera Cantábrica. Esta limitación todavía se hace más evidente si se tiene en cuenta el roble albar que por algunos vallejos aparece.
Esa función de límite todavía se acentúa más si se tiene en cuenta que desde allí las aguas van a la vertiente atlántica a través del río Odra, y al norte de Peña Ulaña van a la vertiente mediterránea, como es el caso del agua de el Tozo, que va hacia el Valle del Rudrón.

## Restos arqueológicos
En la llanura superior se han encontrado vestigios de la Edad del Hierro, y, también, en la cumbre llamada Castillo o Castro de Ordejón de Arriba (1131 m). 
El castro de Peña Ulaña  ocupa la parte superior  y también el denominado Cinto. Su extensión ocupa casi toda la peña. Ello da lugar al mayor asentamiento de la península ibérica en la II Edad del Hierro y uno de los más extensos de Europa.
Las últimas excavaciones realizadas han revelado información sobre la naturaleza del asentamiento. Una muralla bordea, de forma interrumpida, el cerro en su lado Norte, adaptándose a las características del relieve del emplazamiento.
Esta línea defensiva, que protege unos 4200 m y de la que se conservan aproximadamente 2900, tiene una anchura que oscila entre 3,10 y 3,35 m. Se calcula una altura de unos 3,5 m para el paramento interior, y unos 5 para el exterior. Este sistema defensivo se completó con la construcción de una muralla de 257 m de longitud, 3,35 de anchura y una altura calculada de unos 4 para el paramento del lado Oeste y unos 4,5 para el del Este.
Las excavaciones arqueológicas han proporcionado diversos materiales, sobre todo de la Edad del Hierro. A decir por ciertos restos romanos encontrados, parece claro que participó de forma importante en las guerras cántabras contra los  romanos.
«Ulaña» es topónimo cuya acuñación podemos asegurar que se remonta a época prerromana.